# Accordo De Gasperi-Gruber
L'accordo De Gasperi-Gruber (conosciuto anche come accordo di Parigi, Gruber-De-Gasperi-Abkommen in tedesco), così chiamato dai nomi degli allora ministri degli Esteri italiano (Alcide De Gasperi) e austriaco (Karl Gruber), è un trattato internazionale firmato il 5 settembre 1946 a Parigi a margine dei lavori della Conferenza di pace, divenuto l'allegato IV al Trattato di Parigi fra l'Italia e le potenze alleate, per definire la questione della tutela della minoranza linguistica tedesca del Trentino-Alto Adige.

## Contesto storico
Dopo la prima guerra mondiale il Trattato di Saint-Germain aveva assegnato all'Italia il Trentino-Alto Adige che, seppur geograficamente incardinato nella penisola italiana, era popolato in prevalenza da abitanti di lingua tedesca (ciò riguarda soprattutto l'Alto Adige, sebbene anche in Trentino vi fossero e vi siano tuttora piccole comunità germanofone). Il governo fascista adottò una serie di misure volte alla snazionalizzazione della popolazione. L'uso della lingua tedesca in pubblico e il suo insegnamento vennero vietati. Ulteriori provvedimenti come l'obbligo all'italianizzazione dei cognomi, miravano all'oppressione dell'identità etnica e culturale tedesca. Furono inoltre adottate speciali misure di natura militare (edificazione del Vallo alpino in Alto Adige). Fu anche portata avanti una massiccia industrializzazione. A ciò si aggiunse la politica demografica del fascismo (vedi italianizzazione), culminata nelle opzioni in Alto Adige (e in parte in Trentino), che videro l'adesione massiccia della popolazione di lingua tedesca al trasferimento nel Reich nazista.
Durante la seconda guerra mondiale il Trentino e l'Alto Adige vennero occupati dalle truppe tedesche, accolte come liberatrici da molti abitanti di lingua tedesca e non solo, la cui Resistenza fu piuttosto limitata (vedi Josef Mayr-Nusser). Durante l'occupazione nazista si verificarono gravi crimini che colpirono tutti i gruppi linguistici (vedi Lager di Bolzano). Molti altoatesini e trentini si arruolarono o furono forzatamente arruolati in due reparti al servizio della Wehrmacht: quattro reggimenti della Ordnungspolizei (tra cui il più noto è il Polizeiregiment "Bozen") e Corpo di sicurezza trentino.

## Il trattato
La questione altoatesina venne affrontata nel 1946, dopo la fine della guerra. Con il benestare degli Alleati (e nonostante le resistenze dell'Unione Sovietica, che stava attuando l'espulsione dei tedeschi dall'Europa orientale), si giunse a un accordo fra l'Italia e l'Austria.
Il testo originario degli accordi fu redatto in inglese e firmato il 5 settembre 1946 da Karl Gruber e Alcide De Gasperi. Fu comunicato alla Conferenza di Parigi il 6 settembre ed accluso (come allegato IV) al trattato di pace con l'Italia del 10 febbraio 1947 entrato in vigore il successivo 16 settembre.
All'articolo 10 del trattato di pace venne inoltre affermata la presa d'atto, da parte delle Potenze Alleate, delle intese italo-austriache raggiunte nell'accordo.
Il trattato venne implementato dall'Italia, che ripristinò l'uso ufficiale del tedesco e il suo insegnamento, reintrodusse i toponimi tedeschi e permise il ritorno degli optanti, anche di quelli compromessi con il nazismo. La stragrande maggioranza delle controversie sull'applicazione del trattato si risolsero compiutamente all'ingresso dell'Austria nell'Unione europea, nel 1995.
Se da una parte ovviamente il trattato vide chiaramente contrapposti interessi italiani e austriaci, la posizione personale e biografica dei contraenti era più sfumata. De Gasperi era stato cittadino e deputato al parlamento austriaco dell'Austria-Ungheria e nella sua attività politica aveva sviluppato un'intima convinzione dell'autonomia come mezzo per affrontare i problemi delle minoranze; Gruber d'altra parte era più dubbioso sulle intenzioni degli altoatesini:
Nonostante il patto e la messa in essere travagliata, l'accordo De Gasperi-Gruber funzionò ed è a oggi considerato un modello per i territori multiculturali in Europa e nel mondo.

## Testo
Traduzione dal testo originario in inglese:
1. Gli abitanti di lingua tedesca della provincia di Bolzano e quelli dei vicini comuni bilingui della provincia di Trento, godranno di completa eguaglianza di diritti rispetto agli abitanti di lingua italiana, nel quadro delle disposizioni speciali destinate a salvaguardare il carattere etnico e lo sviluppo culturale ed economico del gruppo di lingua tedesca.
In conformità dei provvedimenti legislativi già emanati od emanandi, ai cittadini di lingua tedesca sarà specialmente concesso:
(a) l'insegnamento primario e secondario nella loro lingua materna;
(b) l'uso, su di una base di parità, della lingua tedesca e della lingua italiana nelle pubbliche amministrazioni, nei documenti ufficiali, come pure nella nomenclatura topografica bilingue;
(c) il diritto di ristabilire i nomi di famiglia tedeschi, che siano stati italianizzati nel corso degli ultimi anni;
(d) l'eguaglianza di diritti per l'ammissione ai pubblici uffici, allo scopo di attuare una più soddisfacente distribuzione degli impieghi tra i due gruppi etnici.
2. Alle popolazioni delle zone sopradette sarà concesso l'esercizio di un potere legislativo ed esecutivo autonomo, nell'ambito delle zone stesse. Il quadro nel quale detta autonomia sarà applicata sarà determinato, consultando anche elementi locali rappresentanti la popolazione di lingua tedesca.
3. Il Governo italiano, allo scopo di stabilire relazioni di buon vicinato tra l'Austria e l'Italia, s'impegna, dopo essersi consultato con il Governo austriaco, ed entro un anno dalla firma del presente Trattato:
(a) a rivedere, in uno spirito di equità e di comprensione, il regime delle opzioni di cittadinanza, quale risulta dagli accordi Hitler-Mussolini del 1939;
(b) a concludere un accordo per il reciproco riconoscimento della validità di alcuni titoli di studio e diplomi universitari;
(c) ad approntare una convenzione per il libero transito dei passeggeri e delle merci tra il Tirolo settentrionale e il Tirolo orientale, sia per ferrovia che, nella misura più larga possibile, per strada;
(d) a concludere accordi speciali tendenti a facilitare un più esteso traffico di frontiera e scambi locali di determinati quantitativi di prodotti e di merci tipiche tra l'Austria e l'Italia.»
(Allegato IV al Trattato di pace con l'Italia)